# Hermann Schievelbein
Friedrich Anton Hermann Schievelbein, né le 18 novembre 1817 à Berlin et mort le 6 mai 1867 à Berlin, est un sculpteur allemand.

## Biographie
Schievelbein étudie d'abord auprès du peintre paysagiste Carl Friedrich Trautmann, puis à l'académie prussienne des arts auprès du sculpteur Ludwig Wilhelm Wichmann de 1835 à 1838. Après un voyage de trois ans à Saint-Pétersbourg, où il collabore à la statuaire de la cathédrale Saint-Isaac et à celle du palais d'Hiver, Schievelbein est primé et reçit une bourse d'études grâce à laquelle il se rend en Italie en 1843. Il retourne ensuite à Berlin où il est l'auteur de statues au pont du château.
Il est nommé professeur à l'académie des arts de Berlin en 1860 et sénateur de cette même académie en 1866. Il a notamment compté parmi ses élèves Albert Manthe et Rudolf Schweinitz.
Il est inhumé au cimetière de Dorotheenstadt.

## Quelques œuvres
- 1845-1847, statues des Apôtres Pierre, Jacques, Matthias, Thomas et Paul, à la cathédrale d'Helsingfors aujourd'hui Helsinki)
- 1848, frise de la destruction de Pompéi de la cour grecque du Neues Museum de Berlin
- 1853, Statue d'Athéna au pont du château de Berlin (de)
- Vers 1860, La Muse et Pégase au toit de l' Altes Museum de Berlin
- 1863-1864, statues allégoriques du château de l'Orangerie de Potsdam: Janvier, Avril, Juin, Octobre, Février, Mars.

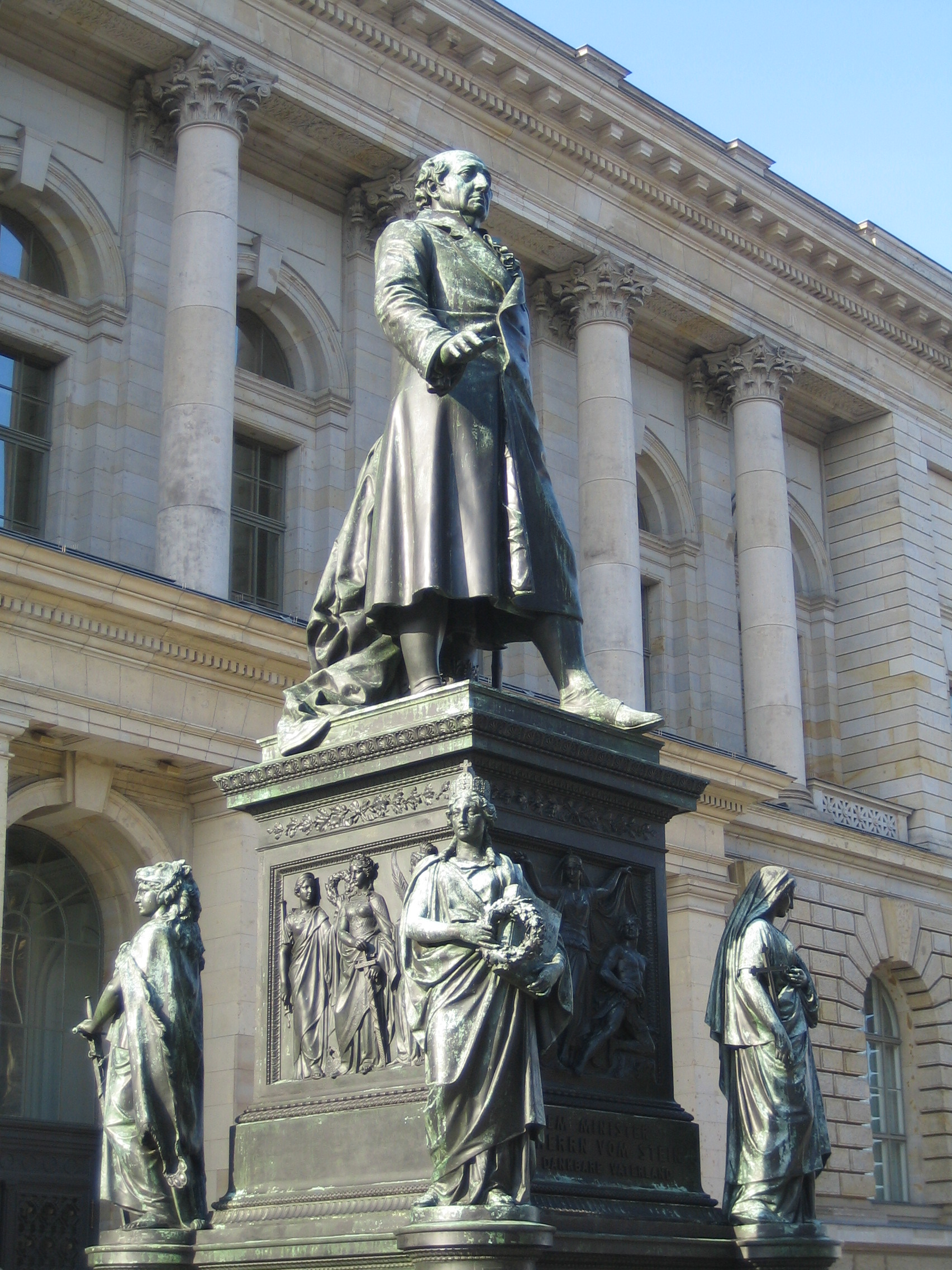
Statue du baron de Stein

- 1867-1869, statue monumentale du baron de Stein, autrefois au château des Dönhoff, aujourd'hui devant la chambre des députés de Berlin